# Tour der neuseeländischen Rugby-Union-Nationalmannschaft nach Fidschi 1984
| Tour der All Blacks nach Fidschi 1984 | Tour der All Blacks nach Fidschi 1984 | Tour der All Blacks nach Fidschi 1984 | Tour der All Blacks nach Fidschi 1984 | Tour der All Blacks nach Fidschi 1984 |
| Übersicht                             | S                                     | G                                     | U                                     | N                                     |
| ------------------------------------- | ------------------------------------- | ------------------------------------- | ------------------------------------- | ------------------------------------- |
| Sonstige Spiele                       | 4                                     | 4                                     | 0                                     | 0                                     |
| Gesamt                                | 4                                     | 4                                     | 0                                     | 0                                     |

Die Tour der neuseeländischen Rugby-Union-Nationalmannschaft nach Fidschi 1984 umfasste eine Reihe von Freundschaftsspielen der All Blacks, der Nationalmannschaft Neuseelands in der Sportart Rugby Union. Das Team reiste im Oktober 1984 durch Fidschi und bestritt vier Spiele, von denen es alle gewann. Darunter war zum Abschluss eine Begegnung mit der fidschianischen Nationalmannschaft, die vom neuseeländischen Verband nicht als Test Match anerkannt wird.

## Spielplan
- Hintergrundfarbe grün = Sieg

(Test Matches sind grau unterlegt; Ergebnisse aus der Sicht Neuseelands)
| # | Datum            | Gegner         | Ort  | Stadion             | Ergebnis |
| - | ---------------- | -------------- | ---- | ------------------- | -------- |
| 1 | 17. Oktober 1984 | President’s XV | Suva | National Stadium    | 39:0     |
| 2 | 20. Oktober 1984 | Western XV     | Nadi | Prince Charles Park | 32:10    |
| 3 | 24. Oktober 1984 | Eastern XV     | Suva | National Stadium    | 58:0     |
| 4 | 27. Oktober 1984 | Fidschi        | Suva | National Stadium    | 45:0     |